# 弗拉迪米爾·米哈伊洛維奇·別赫捷列夫
弗拉基米尔·米哈伊洛维奇·别赫捷列夫（羅馬化：Vladimir Mikhaylovich Bekhterev；1857年1月20日—1927年12月24日），俄国神经生理学家和心理学家。
1857年1月20日，别赫捷列夫出生在維亞特卡省索拉里。1873年中学毕业后，升入外科医学院（后改名为军医学院）。1878年从外科医学院毕业，1881年在圣彼得堡获得医学博士学位。随后出国进修，曾在莱比锡大学冯特的实验里当过一年研究生。1885年回国后，在喀山和彼得堡建立了俄国最早的2所心理学实验室。從1893年起在軍事醫學院執教，曾任該院神經和精神病學教研室主任。他还于1896年创办了世界上第一份实验心理学杂志——《精神病学、神经病学和实验心理学评论》。1908年，他创办了精神病学研究所。1927年12月24日卒於莫斯科。
别赫捷列夫把自己的心理学观点的体系称作“客观心理学”、“反射学”，认为联结反射是人类一切行为的基础，反对主观心理学的理论和方法，反对研究意识。他的思想對美國行为主义學派的創立產生了很大影，但在十月革命后曾被批判为機械論，犯了嚴重的方法論錯誤。 
别赫捷列夫对反射的研究大致与巴甫洛夫同时，而且所涉及的范围更广，包括动力消失后的反应：狗的爪子、人的手，以及一些反射类型，例如突然对皮肤施以冷刺激，使人产生吸气反射。

## 著作
- 《客观心理学》：1907-1910
- 《脑及其活动》：1928